# آندره (خواننده)
آندره سرگئی هُونانیان (ارمنی: Անդրեյ Սերգեյի Հովնանյան؛ با نام هنری آندره (Անդրե؛ زادهٔ ۸ ژوئیهٔ ۱۹۷۹ در استپاناکرت))، یک خوانندهٔ سرشناس ارمنی است. آندره، نمایندهٔ کشور ارمنستان در مسابقهٔ آواز یوروویژن در سال ۲۰۰۶ بود. در سال‌های ۲۰۰۴، ۲۰۰۵، ۲۰۰۶، ۲۰۰۷ و ۲۰۰۸، وی برندهٔ جایزهٔ موسیقی ارمنستان شده است. وی همچنین، در سال ۲۰۱۴، هنرمند افتخاری جمهوری ارمنستان شد.